# Étienne Sollier
Étienne Sollier (né le 4 novembre 1743 à Saignon (Vaucluse) et mort le 26 mars 1827, dans la même ville, est un homme politique français, député aux États généraux de 1789 et à l’Assemblée constituante (1789-1791).

## Biographie
Avocat, il est élu député du tiers état des sénéchaussées de Forcalquier, Digne, et Sisteron aux États généraux, mais ne joue pas un grand rôle : après avoir prêté le serment du Jeu de paume, il doit se retirer pour maladie. En 1791, il devient juge et devient en fin de carrière président du tribunal d’Apt.
Il est élu, le 12 mai 1815, par 26 voix sur 45, représentant de l'arrondissement d'Apt lors des Cent-Jours, et à la Seconde Restauration, il est destitué de toutes ses fonctions.